# 阮啸仙故居
阮啸仙故居位于中华人民共和国广东省河源市东源县義合鎮。该故居占地约2200平方米，建筑630平方米，为三进院落式客家民居，于1996年修复。作为阮啸仙幼年生长的地方，故居内陈列了阮啸仙生前活动的部分史料、物品，2002年7月被列入广东省文物保护单位。